# マーロ
マーロ（伊: Malo）は、イタリア共和国ヴェネト州ヴィチェンツァ県にある、人口約15,000人の基礎自治体（コムーネ）。

## 地理

### 位置・広がり

#### 隣接コムーネ
隣接するコムーネは以下の通り。
- カステルゴンベルト
- コルネード・ヴィチェンティーノ
- イーゾラ・ヴィチェンティーナ
- マラーノ・ヴィチェンティーノ
- モンテ・ディ・マーロ
- サン・ヴィート・ディ・レグッツァーノ
- ティエーネ
- ヴィッラヴェルラ

### 気候分類・地震分類
気候分類では、zona E, 2378 GGに分類される。
また、イタリアの地震リスク階級 (it) では、zona 2 (sismicità media) に分類される。

## 行政

### 分離集落
マーロには、以下の分離集落（フラツィオーネ）がある。
- Molina, San Tomio, Case di Malo

## 姉妹都市
- Peuerbach、オーストリア 1997年